# Perilissus athaliae
Perilissus athaliae är en stekelart som beskrevs av Tohru Uchida 1936. Perilissus athaliae ingår i släktet Perilissus och familjen brokparasitsteklar. Inga underarter finns listade i Catalogue of Life.